# Caos invece di musica

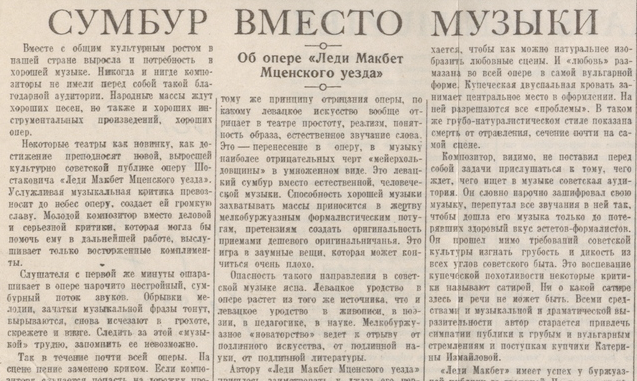
L'articolo della Pravda intitolato Caos invece di musica,.

Caos invece di musica: sull'opera "Lady Macbeth del Distretto di Mcensk" (in russo Сумбур вместо музыки – Об опере «Леди Макбет Мценского уезда»?) è un articolo di fondo che apparve sul quotidiano sovietico Pravda il 28 gennaio 1936. L'articolo, non firmato, condannava la popolare opera di Dmitrij Dmitrievič Šostakovič Lady Macbeth del Distretto di Mcensk come, tra le altre etichette, "formalista", "borghese", "grossolana" e "volgare". Subito dopo la sua pubblicazione dell'articolo iniziò a circolare la voce che l'articolo fosse stato scritto da Iosif Stalin in persona. Anche se ciò è improbabile, è quasi certo che Stalin fosse a conoscenza dell'articolo e fosse d'accordo con il suo contenuto. Caos invece di musica fu un punto di svolta nella carriera di Šostakovič. L'articolo è diventato un famoso esempio di censura sovietica sulle arti.

## Contesto

### La prima dell'operaLady Macbethe gli apprezzamenti iniziali
Šostakovič completò l'opera Lady Macbeth del distretto di Mcensk nel 1932. Ambientata in epoca pre-rivoluzionaria, Lady Macbeth tratta i temi della lussuria, della solitudine e dell'omicidio. Alcune scene sono sessualmente esplicite: una recensione del New York Sun definì l'opera "pornofonia". Il 24 gennaio 1934 l'opera fu presentata in anteprima con grande successo e fu acclamata dalla critica e dai funzionari governativi. La Lady Macbeth si diffuse rapidamente nei teatri d'opera di tutto il mondo, consolidando la fama internazionale di Šostakovič. Nell'Unione Sovietica l'opera ricevette un plauso immediato. Il giornale Sovetskoe iskusstvo definì l'opera "un trionfo del teatro musicale", mentre la rivista accademica Sovetskaja muzyka la  definì "la migliore opera sovietica, il capolavoro della creatività sovietica". Anche i funzionari del PCUS furono soddisfatti: esaltarono l'opera e definirono Šostakovič "un compositore sovietico cresciuto nella migliore tradizione della cultura sovietica". Tra il 1934 e il 1935 l'opera fu rappresentata diverse centinaia di volte in tutta la nazione.

### La disapprovazione di Stalin
Il 26 gennaio 1936, quasi esattamente due anni dopo la prima dell'opera, Šostakovič fu invitato a una sua rappresentazione al Teatro Bol'šoj, alla presenza di Stalin e di alcuni suoi collaboratori, tra cui Andrej Aleksandrovič Ždanov e Vjačeslav Michajlovič Molotov. Nove giorni prima Stalin aveva assistito a un'altra opera, Il placido Don di Ivan Ivanovič Dzeržinskij, che aveva elogiata come modello di realismo socialista per la sua chiarezza lirica e la sua immediatezza emotiva. Lady Macbeth non fece la stessa impressione al leader sovietico. In seguito Šostakovič scrisse all'amico Ivan Ivanovič Sollertinskij di aver visto Stalin rabbrividire nelle parti più rumorose della partitura e ridere nei momenti a sfondo sessuale. Stalin, scontento, se ne andò dopo la fine del terzo atto. Secondo quanto riferito, Šostakovič, quando si inchinò al pubblico, era "bianco come un lenzuolo". Due giorni dopo, il 28 gennaio 1936, Caos invece di musica apparve sulla terza pagina della Pravda.

## L'articolo

### Contenuto
Caos invece di musica inizia ponendo l'accento sulla necessità di una "buona" musica popolare e sul suo ruolo nel progresso sovietico: "con lo sviluppo culturale generale del nostro Paese è cresciuta anche la necessità di buona musica [...] Il popolo si aspetta buone canzoni, ma anche buone opere strumentali e buone opere". Šostakovič, si sostiene nell'articolo, non è riuscito a fornire un'opera di tal genere a un "pubblico riconoscente". Lady Macbeth è definita "rozza, primitiva e volgare", una "cacofonia" di "musica nervosa, convulsa e spasmodica" che è poco più di una "selva di caos musicale". L'articolo ammette che Šostakovič ha talento, ma sostiene che il compositore abbia "deliberatamente stravolto la musica", e lamenta la mancanza di un "linguaggio musicale semplice e popolare accessibile a tutti". Avverte che tale complessità mette in pericolo la musica sovietica, rendendola vulnerabile alla "distorsione di sinistra", al "formalismo" e all'"innovazione piccolo-borghese". Il successo di Lady Macbeth all'estero è solo un'ulteriore prova del fatto che si tratta di un'opera antisovietica che "solletica il gusto perverso dei borghesi". Forse l'affermazione più pericolosa dell'editoriale è che Šostakovič non è un compositore dotato di coscienza di classe, ma piuttosto un artista introspettivo che "ignora le esigenze della cultura sovietica" e si preoccupa poco del suo pubblico. Non lasciando spazio a dubbi sulla profondità della sua disapprovazione, l'articolo si rammarica del fatto che "il potere della buona musica di contagiare le masse sia stato sacrificato a un tentativo piccolo-borghese e formalista di creare originalità attraverso una pagliacciata da quattro soldi. È un gioco di ingegnosità che può finire molto male".

### Conseguenze
L'articolo mise immediatamente Šostakovič in disgrazia. Le rappresentazioni di Lady Macbeth furono sempre più rare fino a quando l'opera fu completamente bandita. Coloro che in precedenza l'avevano elogiata furono costretti a ritrattare le loro opinioni. Il compositore perse la maggior parte dei suoi guadagni e delle sue commissioni. Molti rappresentanti della comunità artistica cercarono di dissociarsi da lui, anche se alcuni, come Isaak Ėmmanuilovič Babel', Abram Zacharovič Ležnev e Vsevolod Ėmil'evič Mejerchol'd parlarono a sostegno di Šostakovič (tutti e tre furono poi fucilati durante le grandi purghe).
Šostakovič, che stava componendo la sua Quarta Sinfonia, si trovava ad Arcangelo per un tour di concerti quando lesse l'articolo della Pravda. Dieci giorni dopo, sul giornale apparve un altro feroce articolo di fondo, questa volta sul suo balletto Il rivo chiaro.  L'articolo, intitolato La falsità del balletto, conteneva ulteriori accuse contro il compositore, che veniva definito come un ciarlatano della musica e un venditore di "formalismo estetico". Il librettista del balletto, Adrian Ivanovič Piotrovskij, fu arrestato e fucilato l'anno successivo. Pur se scosso da questi attacchi, Šostakovič continuò a scrivere la Quarta Sinfonia, completandola nell'aprile del 1936. Fissò la prima per il dicembre successivo e distribuì la partitura all'Orchestra Filarmonica di Leningrado per le prove, che iniziarono in autunno. I suoi amici espressero il timore che le autorità fossero irritate dall'opera, influenzata da Gustav Mahler (non gradito al PCUS) e strutturalmente non convenzionale. Alla fine dell'anno Šostakovič fu convocato per un incontro con un rappresentante dell'Unione dei compositori sovietici, che gli consigliò di ritirare la sinfonia, minacciando "misure amministrative" nel caso di un suo rifiuto. Il compositore si sottomise alle richieste e annullò la prima.
Šostakovič fu formalmente riabilitato nel novembre 1937, in occasione della prima della sua Quinta Sinfonia. Spinto dall'articolo Caos invece di musica e da altre calunnie, semplificò la sua musica per adattarla alle prescrizioni del realismo socialista. La Quinta Sinfonia fu un successo ufficiale; i membri del PCUS che in precedenza lo avevano attaccato riconobbero che Šostakovič aveva "riconosciuto i suoi errori" e che era migliorato.

## L'autore dell'articolo

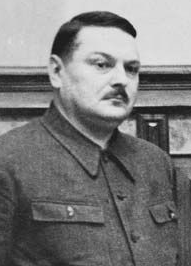
Andrej Aleksandrovič Ždanov

L'autore di Caos invece di musica è ignoto, poiché solitamente gli articoli che descrivevano una posizione ufficiale del PCUS venivano pubblicati anonimamente. Gli studiosi hanno speculato sulla paternità del pezzo. Tra i probabili candidati ci sono Ždanov, all'epoca dirigente del PCUS di Leningrado e poi ufficioso ministro della cultura, David Iosifovič Zaslavskij, giornalista e critico letterario della Pravda, Boris Reznikov, un altro giornalista della Pravda, e Platon Michajlovič Keržencev, funzionario del partito, drammaturgo e giornalista. Si diffuse la voce che fosse stato Stalin in persona a scrivere l'articolo, anche se oggi si ritiene che ciò sia improbabile. Tuttavia, data la presenza di Stalin alla rappresentazione del gennaio 1936 e i resoconti dei testimoni oculari sulla sua insoddisfazione, è ragionevole supporre che egli abbia gradito, se non ufficialmente approvato, l'articolo.